# Ernst Klett (Verleger, 1863)

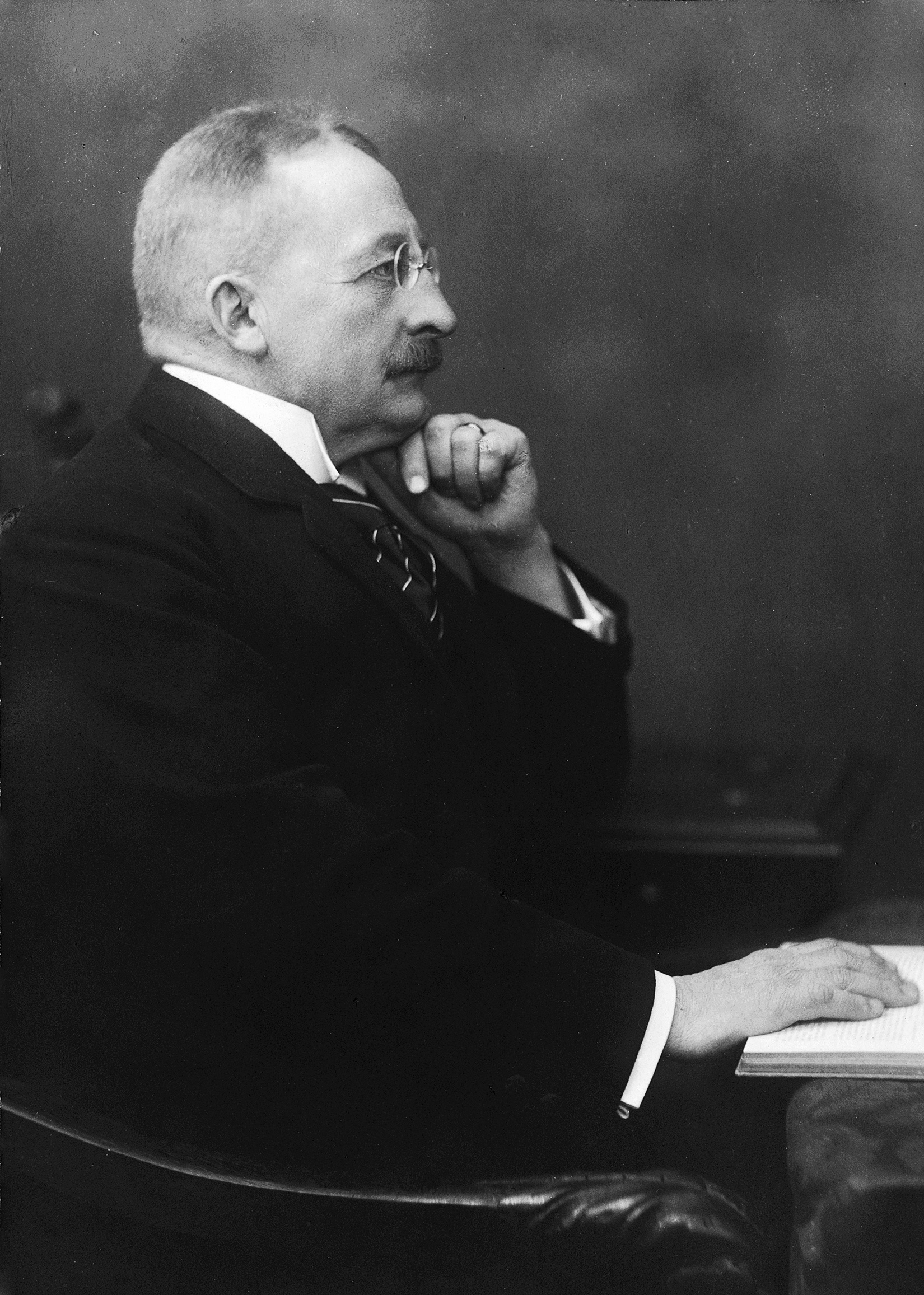
Ernst Klett, 1900

Ernst Klett, auch genannt Ernst Klett der Ältere, (* 6. Februar 1863 in Stuttgart; † 8. Februar 1947 ebenda) war ein deutscher Kaufmann, Verleger und Unternehmer sowie Gründer des Ernst Klett Verlags in Stuttgart.

## Leben
Ernst Klett arbeitete zunächst als Buchhalter bei der BASF. 1893 heiratete er in London Melita Rippmann, mit der er sieben Kinder hatte.
Im Jahr 1897 kaufte er gemeinsam mit seinem Schwager Julius Hartmann von Carl Grüninger die Königliche Hofbuchdruckerei zu Guttenberg in Stuttgart, deren Ursprünge bis 1844 zurückreichen. Gemeinsam mit seinem Sohn Fritz Klett (1896–1951), der 1921 in den Familienbetrieb einstieg, führte er das Unternehmen weiter. Seit seiner Gründung befindet sich das Unternehmen, die heutige Klett Gruppe, in Familienbesitz.
Mit dem Einstieg seiner Söhne in das Familienunternehmen – Fritz Klett im Jahr 1921 und Ernst Klett der Jüngere (1911–1998) im Jahr 1936 – zog sich Klett zunehmend aus dem operativen Geschäft zurück. Er starb am 8. Februar 1947 in Stuttgart.